# 長絲新雀鯛
長絲新雀鯛（學名：[Neopomacentrus filamentosus] 错误：{{Lang}}：文本有斜体标记（帮助）），是輻鰭魚綱鱸形目雀鯛科新雀鯛屬的其中一種，分布於中西太平洋區，包括泰國、馬來西亞、新加坡、菲律賓、印尼、西澳大利亞、巴布亞新幾內亞、新不列顛、索羅門群島與新喀里多尼亞海域，深度5至12公尺，本魚體呈橢圓形且側扁，吻短且圓鈍，具頷齒，體被櫛鱗，尾鰭深叉形，上下葉延伸呈絲狀，體色灰色，背部帶有綠色的金屬光澤，在鰓蓋上成對黃斑，背鰭硬棘13枚、背鰭軟條10-11枚、臀鰭硬棘2枚、臀鰭軟條11-12枚，體長可達11公分，棲息在珊瑚礁、潟湖，以浮游生物為食，繁殖期時成對出現，雄魚會守護卵直到孵化，生活習性不明。